# Tiền giấy 10.000 đô la Mỹ

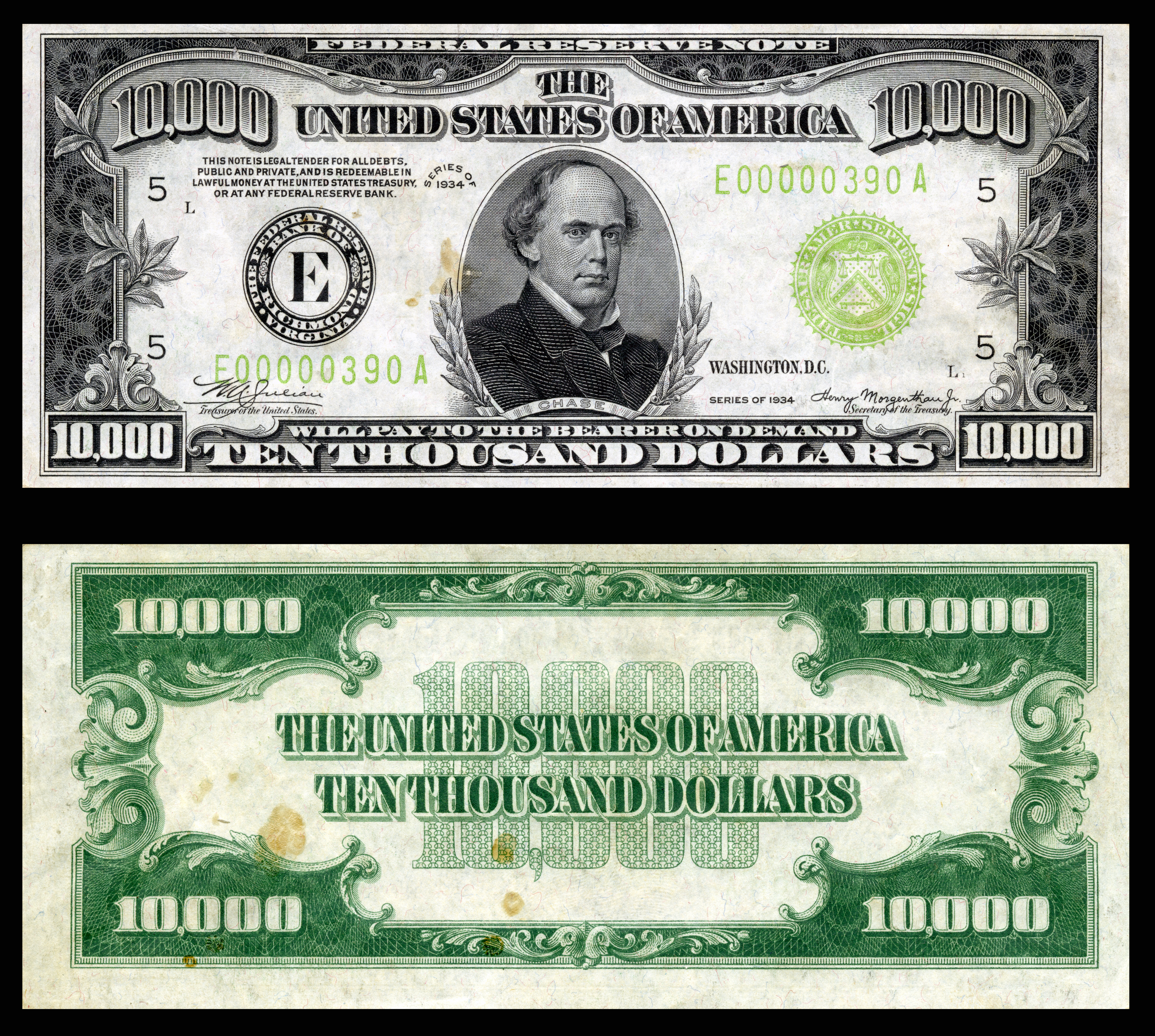
Tờ tiền 10.000 đô la Mỹ của Cục Dự trữ Liên bang năm 1934

Tờ tiền 10.000 đô la Mỹ (1878–1934) là mệnh giá cũ của đồng đô la Mỹ. Tờ tiền 10.000 đô la là mệnh giá cao nhất của tiền tệ Hoa Kỳ được công chúng sử dụng và không còn được phát hành sau năm 1969. Những tờ tiền này có giá trị (cao hơn mệnh giá) đối với những người sưu tập và vì chúng vẫn là tiền tệ hợp pháp nên các ngân hàng sẽ đổi những tờ tiền này lấy mệnh giá.
Những tờ tiền 10.000 đô la đầu tiên được phát hành dưới dạng tiền giấy khổ lớn có kích thước 7,38 in (187 mm) x 3,18 in (81 mm). Sau loạt tiền phát hành năm 1928, kích thước của tờ tiền đã được giảm xuống thành loại khổ nhỏ có kích thước 6,14 in (156 mm) x 2,61 in (66 mm).
Tờ tiền mệnh giá 10.000 đô la là mệnh giá tiền tệ Mỹ cao nhất mà công chúng từng sử dụng. Một tờ tiền mệnh giá cao hơn là tờ 100.000 đô la chỉ được sử dụng cho các giao dịch chuyển tiền liên ngân hàng chứ không được phép lưu hành, và việc sở hữu chúng bởi tư nhân là bất hợp pháp.

## Mô tả
Mặt trước của phiên bản phát hành năm 1918 bao gồm văn bản ("Tờ tiền của Cục Dự trữ Liên bang" ("Federal Reserve Note") và "Hoa Kỳ sẽ trả cho người mang theo theo yêu cầu mười nghìn đô la" ("The United States of America will pay to the bearer on demand ten thousand dollars")) và chân dung của cựu Bộ trưởng Ngân khố Hoa Kỳ Salmon P. Chase. Mặt sau của nó là chân dung của những người định cư đầu tiên lên thuyền và con số 10.000 cùng với dòng chữ "Tờ tiền của Cục Dự trữ Liên bang" ("Federal Reserve Note").

## Lịch sử

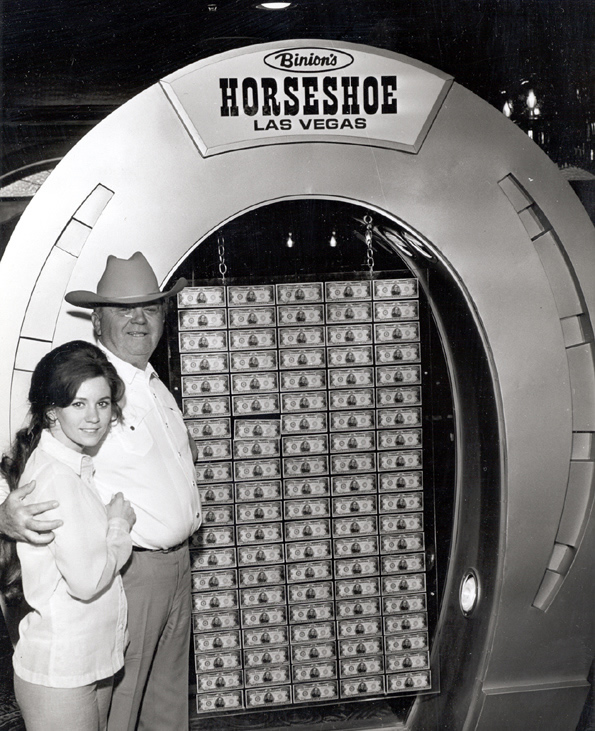
Benny và Becky Binion đứng tạo dáng bên cạnh 100 tờ 10.000 đô la Mỹ tương đương với một triệu đô la

Tờ tiền mệnh giá 10.000 đô la này của Hoa Kỳ được in từ năm 1878 đến năm 1934. Tờ tiền đầu tiên xuất hiện trong Series 1878. Nó được phát hành lại trong series 1914 và 1918 và trong series 1928 và 1934. Tờ "Horse Blanket" $1 năm 1878 có kích thước 7,38 in (187 mm) x 3,18 in (81 mm) và series 1928 có kích thước 6,14 in (156 mm) x 2,61 in (66 mm).
Ban đầu nó được phát hành như một chứng chỉ vàng, nhưng Lệnh hành pháp 6102 năm 1933 đã hạn chế quyền sở hữu tiền vàng, vì vậy tờ tiền được thiết kế lại và phát hành lại dưới dạng Giấy bạc của Cục Dự trữ Liên bang. Mặc dù Cục Khắc và In ấn (Bureau of Engraving and Printing) đã ngừng in chúng vào năm 1945 vẫn tiếp tục phát hành các tờ tiền cho đến năm 1969, các tờ tiền không được lưu hành nhiều trong công chúng vì chúng được in để dùng cho các giao dịch giữa các ngân hàng. Vào ngày 14 tháng 7 năm 1969, Bộ Ngân khố Hoa Kỳ thông báo rằng tất cả các tờ tiền có mệnh giá lớn hơn 100 đô la sẽ bị ngừng lưu hành và tất cả các ngân hàng được yêu cầu gửi cho họ bất kỳ tờ tiền 10.000 đô la nào để tiêu hủy, khiến các tờ tiền này ngày càng hiếm.
Các nhà sưu tập đã trả 480.000 đô la cho những tờ tiền có giá trị cao được phân loại riêng lẻ. Do phần lớn không được lưu hành bên ngoài các ngân hàng, nhiều tờ tiền vẫn còn tồn tại vẫn trong tình trạng nguyên vẹn.
Nhà điều hành sòng bạc Benny Binion đã trưng bày một trăm tờ tiền 10.000 đô la tại sòng bạc Binion's Gambling Hall and Hotel của ông. Toàn bộ bộ sưu tập đã được Jay Parrino mua vào năm 1999 với số tiền chưa tới 10 triệu đô la. Chúng có thể được bán trong nhiều năm sau đó với giá lên tới 188.000 đô la cho mỗi tờ tiền.
Năm 2023, một tờ tiền giấy chưa lưu hành được công ty Bảo lãnh tiền giấy (Paper Money Guarantee (PMG)) phân loại năm 1934 trị giá 10.000 đô la đã được bán với giá gần 500.000 đô la tại một cuộc đấu giá Heritage ở Texas.

## Ảnh

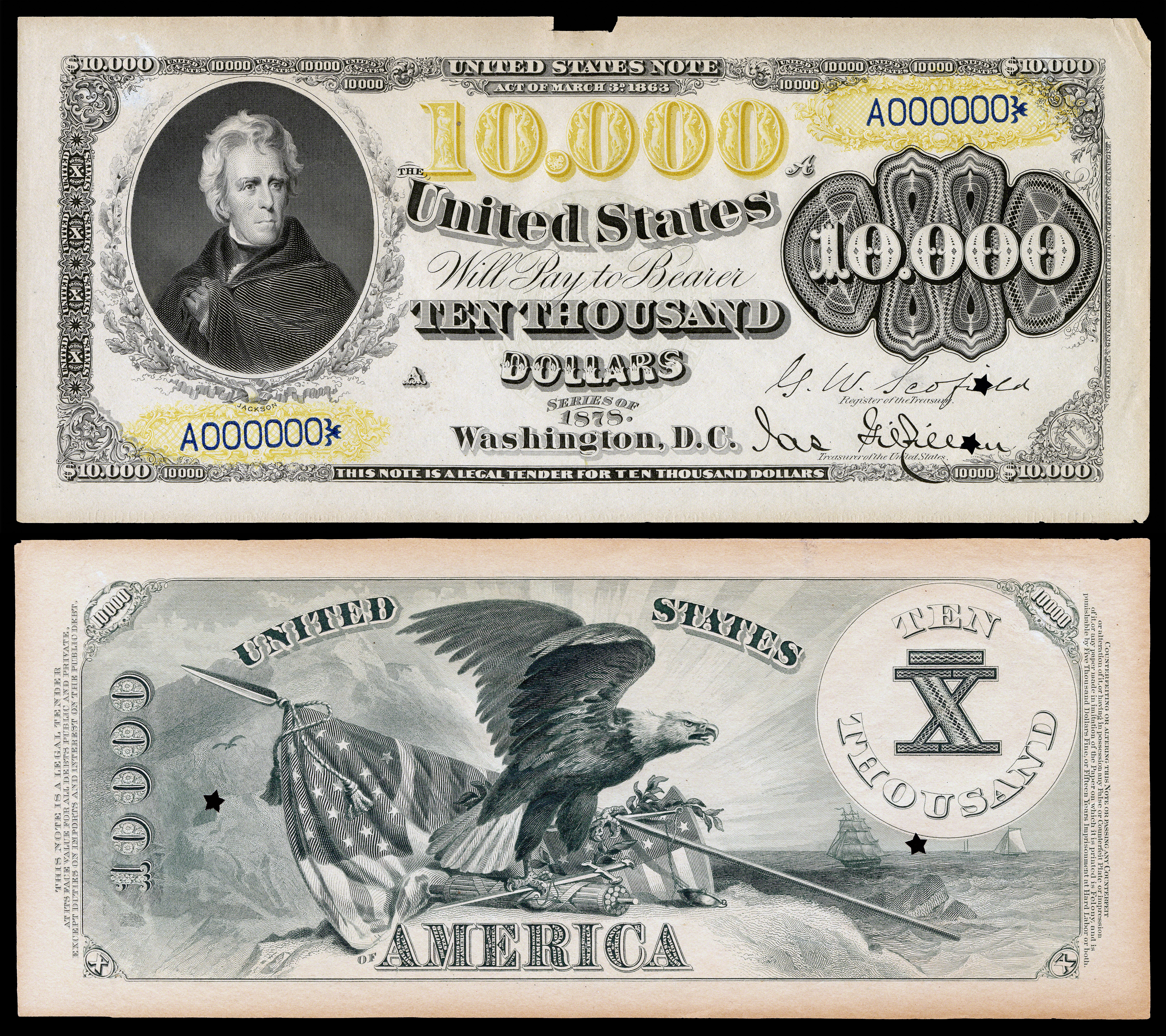
Tờ tiền chứng nhận vàng trị giá 10.000 đô la năm 1878
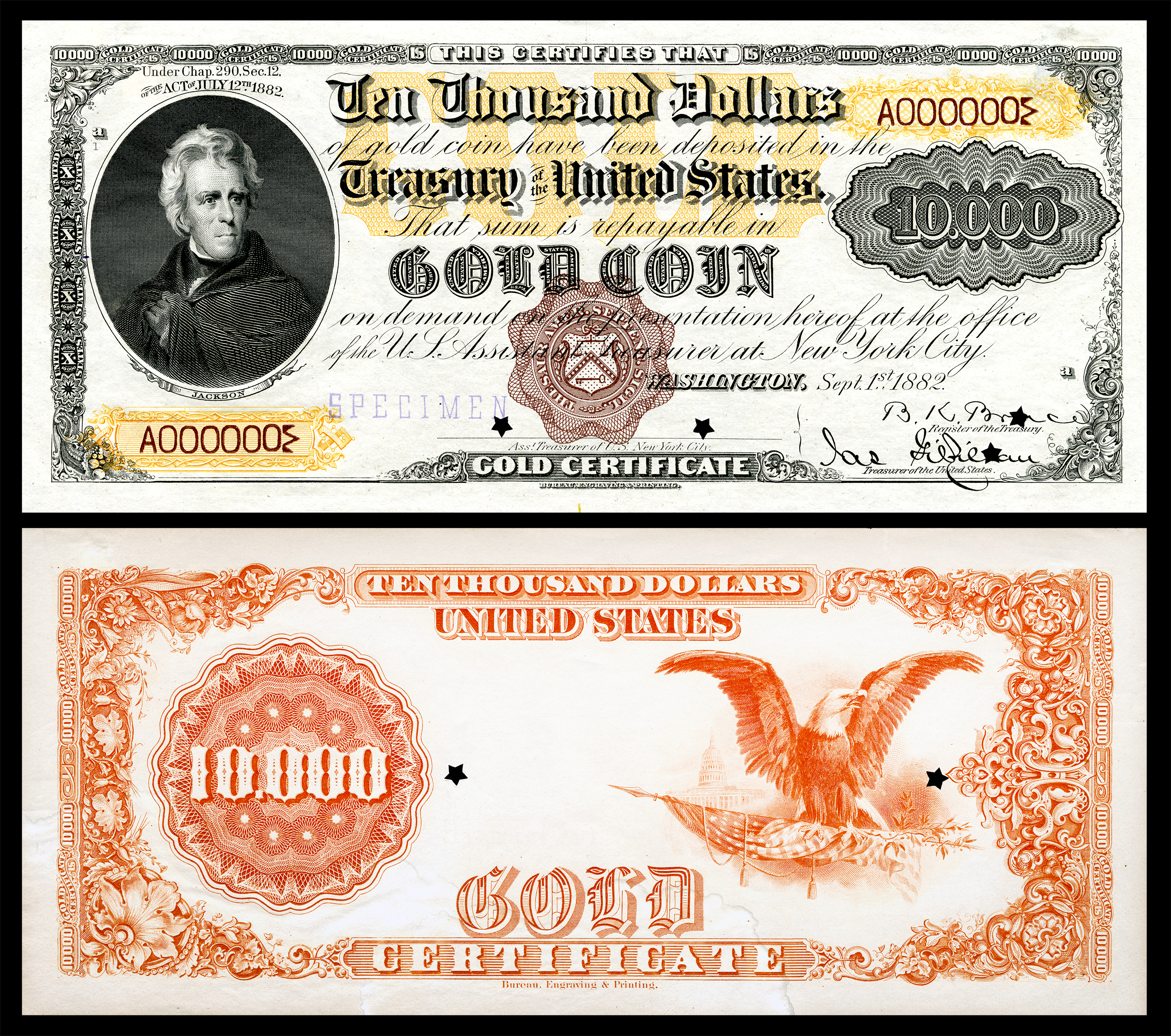
Tờ tiền chứng nhận vàng trị giá 10.000 đô la năm 1882
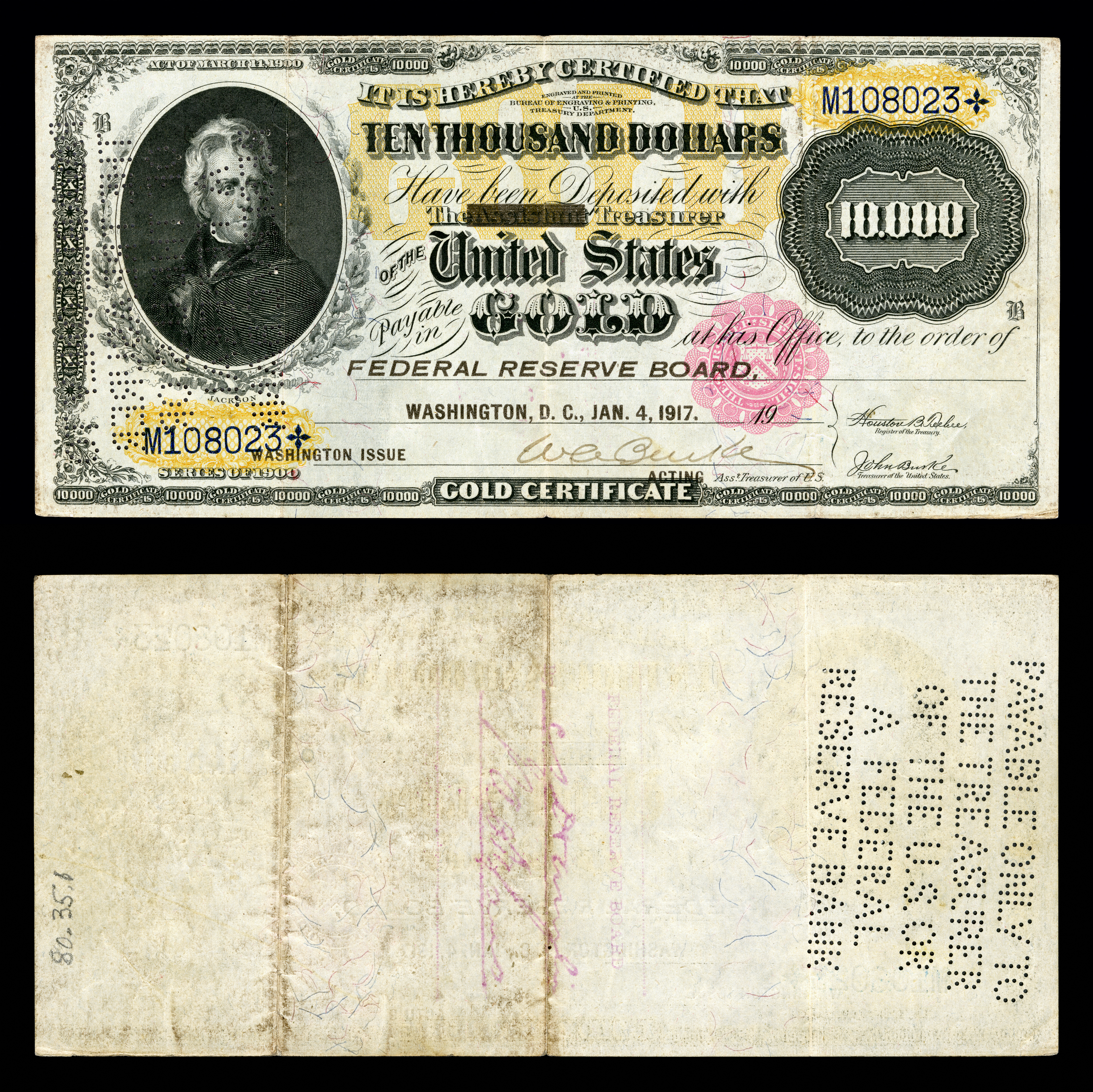
Tờ tiền chứng nhận vàng trị giá 10.000 đô la năm 1917
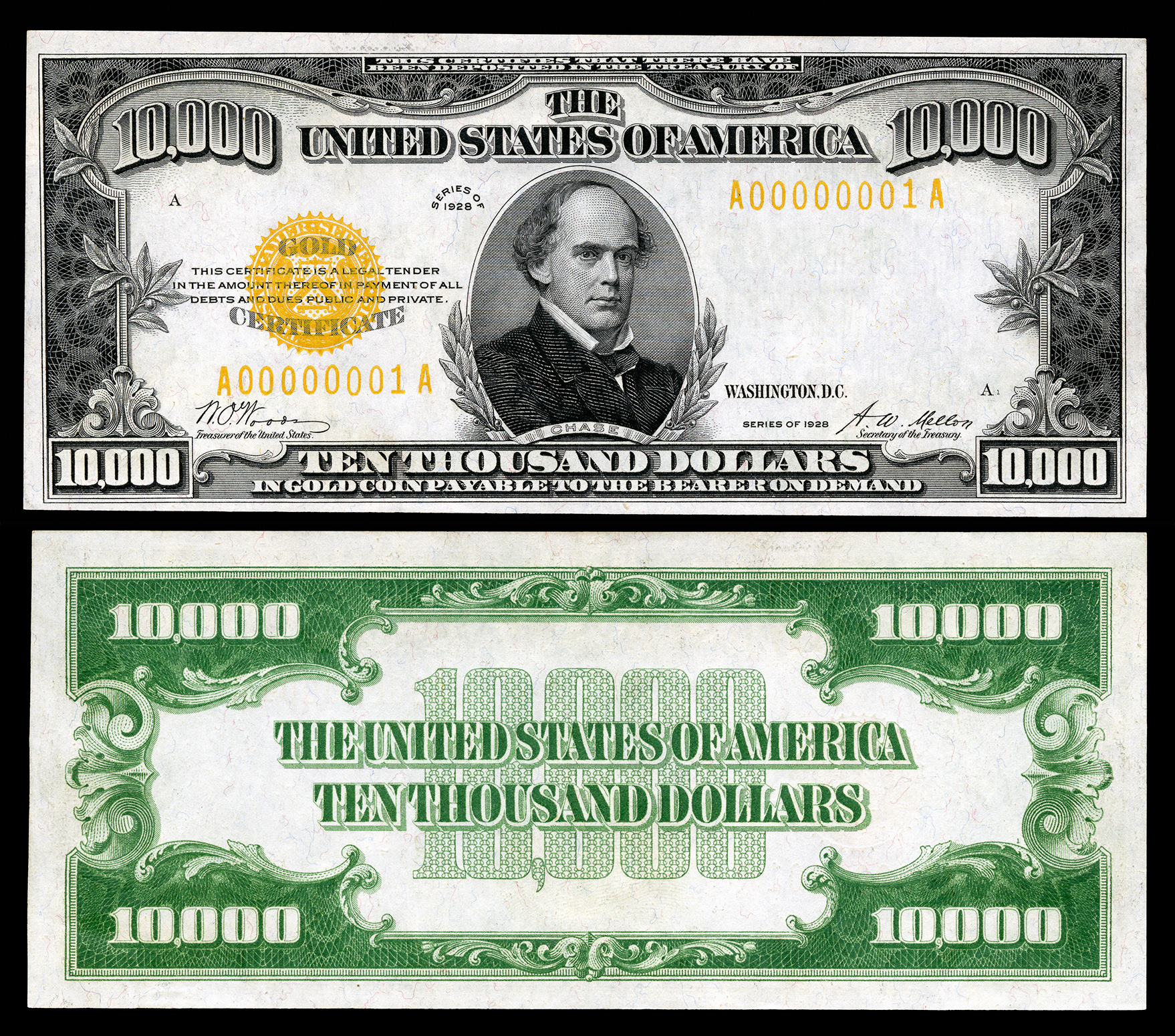
Tờ tiền chứng nhận vàng trị giá 10.000 đô la năm 1928
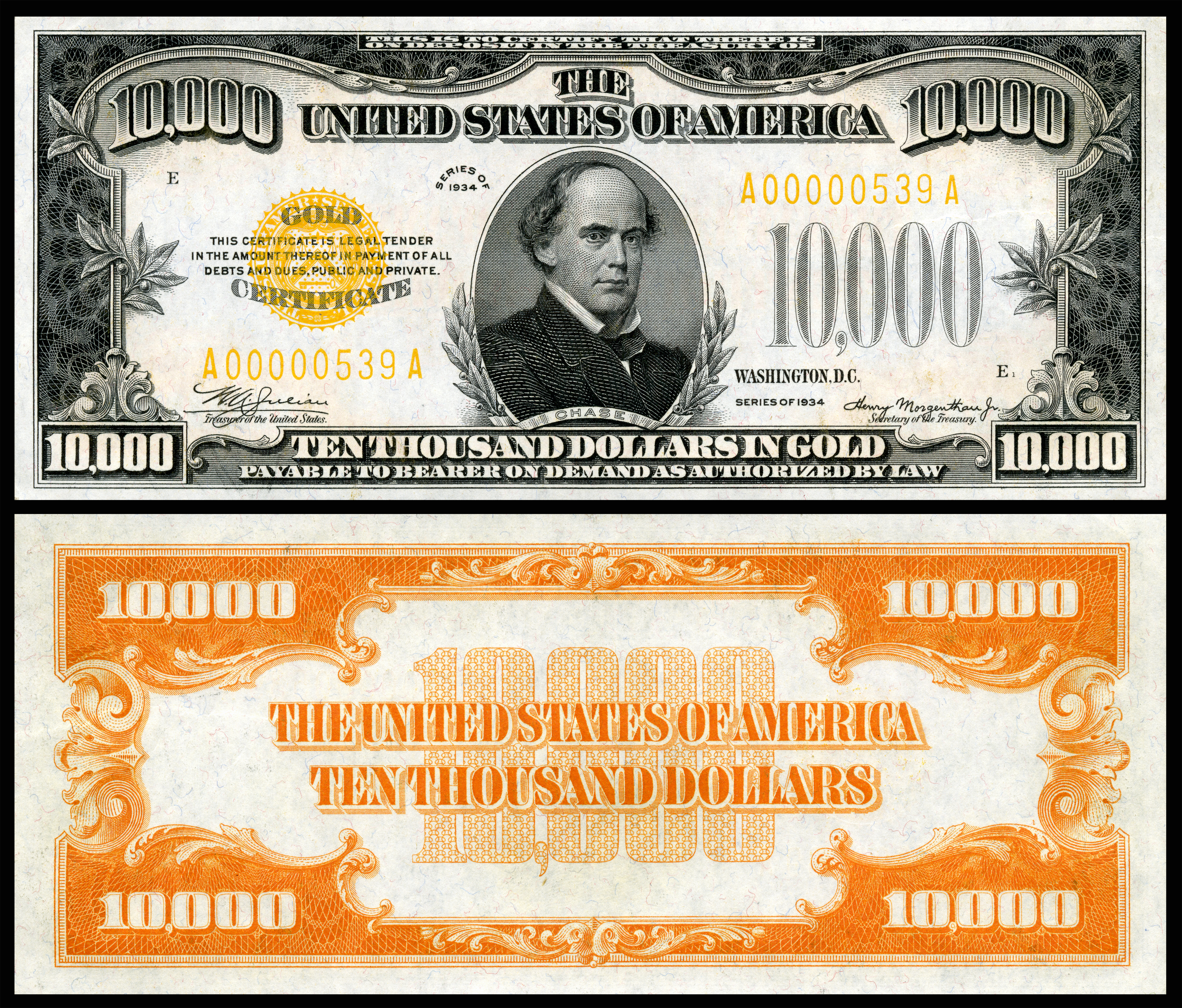
Tờ tiền chứng nhận vàng trị giá 10.000 đô la năm 1934